# 彭仲爽
彭仲爽（？—？），中国春秋时期楚国令尹，是为数不多的出身非楚国王族的令尹。

## 生平
他原是申国人，被楚文王俘虏。楚文王任命他为令尹。他协助楚文王灭申国、息国，使他们成为楚国的县；征服陈国、蔡国，使他们向楚国朝贡。